# En samling sånger
 (janvier 2018).
Albums de Lisa Ekdahl
Heaven, Earth and Beyond
(2002) Olyckssyster
(2004)
En samling sånger est le huitième album de la chanteuse de jazz suédoise Lisa Ekdahl, sorti en 2003 et regroupant 17 de ses chansons interprétées en suédois.
Cette compilation se classe dans trois des charts des pays nordiques.

## Liste des titres
Toutes les chansons sont écrites et composées par Lisa Ekdahl, sauf annotation.
| 1.    | Nästa dag                           | 3:27 |
| 2.    | Öppna upp ditt fönster              | 3:48 |
| 3.    | Med kroppen mot jorden              | 2:33 |
| 4.    | Vem vet                             | 3:07 |
| 5.    | Bortom det blå                      | 4:11 |
| 6.    | Sanningen i vitögat                 | 2:26 |
| 7.    | Du var inte där för mig             | 2:44 |
| 8.    | Svag för din skönhet                | 3:20 |
| 9.    | Benen i kors                        | 3:26 |
| 10.   | Skäl att vara motvalls              | 1:53 |
| 11.   | Du sålde våra hjärtan               | 4:04 |
| 12.   | Två lyckliga dårar                  | 2:48 |
| 13.   | Jag tror han är en ängel            | 1:44 |
| 14.   | Sakta, sakta                        | 3:57 |
| 15.   | Att älska är större                 | 3:16 |
| 16.   | Papillas samba (Cornelis Vreeswijk) | 2:24 |
| 17.   | Slumra in                           | 3:47 |
| 52:54 |                                     |      |

## Crédits
| - Lisa Ekdahl : chant - Gunnar Nordén : guitare acoustique - Georg "Jojje" Wadenius : guitare acoustique - Backa Hans Eriksson : basse - Johan Norberg : guitare en glissando - Christina Wirdegren : violoncelle (invité) | - Production : Georg "Jojje" Wadenius, Gunnar Nordén, Johan Norberg, Salvadore Poe - Mastering : Björn Engelmann - A&R : Per Lindholm - Design : Pär Wickholm - Photographie : Anders Thessing |

## Classements
| Pays     | Meilleure position |
| -------- | ------------------ |
| Danemark | 4                  |
| Norvège  | 13                 |
| Suède    | 15                 |